# Seznam vzdělávacích institucí v Pripjati
Toto je seznam vzdělávacích institucí, které působily před havárií v Černobylské JE ve městě Pripjať.

## Mateřské školy
- 1. mateřská škola („Mladý komsomolec“ – „Молодой комсольцев“), vesnice Novošepelyči
- 2. mateřská škola („Ivuška“ – „Ивушка“) – Ulice družby národů 7A[1][2]
- 3. mateřská škola („Sluníčko“ – „Солнышко“) – Leninova třída 20A[3][4]
- 4. mateřská škola („Zlatý kohoutek“ – „Золотой петушок“) – Ulice Lesji Ukrajinky 15A[5][6]
- 5. mateřská škola („Medvídek“ – „Медвежонок“) – Ulice Lesji Ukrajinky 8A[7][8]
- 6. mateřská škola („Přátelství“ – „Дружба“) – Leninova třída 3[9]
- 7. mateřská škola („Zlatý klíček“ – „Золотой ключик“) – Kurčatova ulice 16A[10][11][12]
- 8. mateřská škola („Teremok“ – „Теремок“) – Ulice lesů Ukrajiny 32[13][14]
- 9. mateřská škola („Hvězdička“ – „Звездочка“) – Sportovní ulice 3A[15]
- 10. mateřská škola („Čeburaška“ – „Чебурашка“) – Ulice hrdinů Stalingradu 8A[16]
- 11. mateřská škola („Pohádka“ – „Сказка“) – Ulice hrdinů Stalingradu 5[12][17][18]
- 12. mateřská škola („Vasilek“ – „Василёк“) – Ulice Lesji Ukrajinky 48A[12][19]
- 13. mateřská škola („Zlatá rybka“ – „Золотая рыбка“) – Ulice Lesji Ukrajinky 60[20]
- 14. mateřská škola („Chlapeček“ – „Малыш“) – Třída budovatelů 9[21]
- 15. mateřská škola („Jabloňka“ – „Яблонька“) – Třída budovatelů 42[22]

## Základní školy
- 1. základní škola – Ulice družby národů 15A[23][24]
- 2. základní škola – Kurčatova ulice 29[25]
- 3. základní škola – Sportovní ulice 14[26]
- 4. základní škola – Sportovní ulice 5A[27]
- 5. základní škola – Ulice hydroprojektantů 5[28][29]

## Další zařízení
- Technické učiliště – Ulice seržanta Lazareva 6[30]
- Osvětové středisko – Ulice nadšenců 12
- Základní umělecká škola – Kurčatova ulice 4A[31]

## Neotevřená zařízení
V této sekci jsou uvedená zařízení, která před evakuací byla v plánu, ale nikdy nebyla otevřena:
- 16. mateřská škola („Radost“ – „Радость“) – Třída budovatelů 1A[32]*
- 17. mateřská škola (nepojmenovaná) – Třída budovatelů 3 a Třída budovatelů 5

* – 16. mateřská škola nestihla být otevřená před havárií. Po havárii byla na rychlo přeměněna ve výzkumnou laboratoř Radek („Радэк“).